# 島津宗信
島津 宗信（しまづ むねのぶ）は、江戸時代中期の大名。島津氏の第23代当主。薩摩藩の第6代藩主。

## 略歴
正室はなし（婚約者に尾張藩主・徳川宗勝の娘・房姫）。幼名は益之助、又三郎。初名は忠顕（ただあき）、のちに8代将軍・徳川吉宗より偏諱を賜い、宗信に改名。官位は従四位上、薩摩守、左近衛中将。
享保13年（1728年）6月、5代藩主・島津継豊の長男として生まれた。母は側室・於嘉久（渋谷氏）。仁徳者として知られた伊集院仁右衛門の教育を受ける。若年時より才気煥発で将来を嘱望された。元文4年（1739年）12月、従四位下侍従を叙任し、松平薩摩守を称した。延享3年（1746年）11月、父・継豊の隠居により家督を継ぎ、藩主となった。同年12月、左近衛少将に叙任している。寛延元年（1748年）12月、従四位上左近衛中将に叙任した。
寛延2年（1749年）、膝の痛みを発症し、夏季の旅は困難であるため3月に江戸を発ったが、その途中に浮腫を発症する。5月18日に鹿児島に着いたが、その後も症状は悪化し、父に先立って同年7月10日、22歳で死去した。戒名は慈徳院殿俊厳良英大居士。後を弟の重年が継ぐこととなった。維新後の神号は弥広慈徳彦命。

## 逸話
- 初代藩主・島津家久以降の薩摩藩主は代々、東郷重尚の子孫より日置流弓術を学んだが、宗信と後代の斉彬は特に日置流弓術を重用した。宗信は参勤交代の際の行列に弓術練習用の巻藁を持たせ、宿泊中に師範の東郷実明に指導を受けて、練習を怠らなかったという。
- 『島津国史』では、生母・御嘉久の方が継嗣問題を心配して、側室を薦めたが、宗信は舅の徳川宗勝に義理立てしてこれを拒否したという。結果として御嘉久の方の心配が的中してしまうこととなる。

## 系譜
- 父：島津継豊（1702-1760）
- 母：於嘉久 - 渋谷貫臣の娘
- 同母兄弟
  - 女子：鐘 - 肝付兼伯室
  - 女子：鉄 - 島津久隆（市大夫）室
  - 男子：入来院定勝（1736-1781） - 入来院定恒の養子
- 正室：無
- 婚約者：房姫 - 徳川宗勝の長女、邦姫 - 徳川宗勝の五女

## 宗信を取り上げた本
- 海音寺潮五郎『乱世の英雄』 - 「お大名」という編で、宗信の人を食った大胆不敵な才気煥発ぶりを紹介している。